# 김용진 (가수)
김용진(1982년 10월 18일 ~ )은 대한민국의 가수이다. 2005년에 I (아이)라는 예명으로 솔로로 활동하다가 2007년부터 본명으로 활동하고 있다.
김용진은 2021년 4월 1일 레벨나인컴퍼니 로 소속사가 변경되었다.

## 음반
- 《1집 Soul Mate》 (2007년)
- 《I Project》 (2008년)
- 《사랑이 있을까》 (2008년)
- 《아프지마》 (유성은과 함께, 2013년)
- 《불러본다》 (2015년)
- 《헛소리》 (2016년)
- 《To My Father》 (2017년)
- 《그땐 미처 몰랐었어》 (2017년)
- 《동행 (同行)》 (2018년)

## OST
- 《하늘정원OST》 (2003년 4월)
  - 〈Happy End〉
- 《천생연분OST》 (2004년 2월4일)
  - 〈끝나지 않은 이야기〉
- 《봄날 OST》 (2005년)
  - 〈봄날〉
- 《새드무비 OST》 (2005년)
  - 〈기억해줘〉
- 《불한당 OST》 (2008년)
  - 〈참 못됐습니다.〉
- 《바보 OST》 (2008년)
  - 〈외사랑〉
  - 〈바보〉
- 《뿌리 깊은 나무 OST Part 1》 (2011년)
  - 〈깊은 사랑〉
  - 〈깊은 사랑 (inst.)〉
- 《무정도시 OST Part 1》 (2013년)
  - 〈상처〉
- 《내 손을 잡아 OST Part 4》 (2014년)
  - 〈기다린다〉
  - 〈기다린다 (inst.)〉
- 《사랑만 할래 OST Part 2》 (2014년)
  - 〈사랑... 기억〉
  - 〈사랑... 기억 (inst.)〉
- 《삼총사 OST Part 1》 (2014년)
  - 〈칼〉
  - 〈칼 (inst.)〉
- 《울지 않는 새 OST Part 2》 (2015년)
  - 〈두잎 클로버〉
  - 〈두잎 클로버 (inst.)〉
- 《어머님은 내 며느리 OST Part 2》 (2015년)
  - 〈잊어보려한다〉
  - 〈잊어보려한다 (inst.)〉
- 《딱 너 같은 딸 OST Part 11》 (2015년)
  - 〈우리〉
  - 〈우리 (inst.)〉
- 《마녀의 성 OST Part 1》 (2016년)
  - 〈눈감아도〉
  - 〈눈감아도 (inst.)〉
- 《화려한 유혹 OST Part 11》 (2016년)
  - 〈부른다〉
  - 〈부른다 (inst.)〉
- 《여자의 비밀 OST Part 14》 (2016년)
  - 〈사랑에 울다〉
  - 〈사랑에 울다 (inst.)〉
- 《막돼먹은 영애씨 시즌 15 OST Part 10》 (2016년)
  - 〈인생은 나에게 술 한잔 사주지 않았다〉
  - 〈인생은 나에게 술 한잔 사주지 않았다 (Harmonica Ver.)〉
  - 〈인생은 나에게 술 한잔 사주지 않았다 (Inst.)〉
- 《저 하늘에 태양이 OST Part 16》 (2017년)
  - 〈말하고 또 말해도〉
  - 〈말하고 또 말해도 (Inst.)〉
- 《훈장 오순남 OST Part 4》 (2017년)
  - 〈갖지 못해〉
  - 〈갖지 못해 (Inst.)〉
- 《돌아온 복단지 OST Part 4》 (2017년)
  - 〈사랑이 날〉
  - 〈사랑이 날 (Inst.)〉
- 《꽃 피어라 달순아! OST Part 8》 (2017년)
  - 〈어느 날〉
  - 〈어느 날 (Inst.)〉
- 《내 남자의 비밀 OST Part 3》 (2018년)
  - 〈사랑하면〉
  - 〈사랑하면 (Inst.)〉
- 《검법남녀 OST Part 7》 (2018년)
  - 〈Everyday〉
  - 〈Everyday (Inst.)〉
- 《바벨 OST Part 1》 (2019년)
  - 〈Cry〉
  - 〈Cry (Inst.)〉

## TV 방송
- 2019년 MBC 미스터리 음악쇼 복면가왕 - 난 멈추지 않는다! 플레이가이 <참가자>
  - 1라운드 Tamia <Officially Missing You> (2019.2.24)
  - 2라운드 이은미 <헤어지는 중입니다>(2019.2.24)
  - 3라운드 패닉 <정류장>(2019.3.3)
- 2013년 tvN 너의목소리가보여 시즌2 볶음밥3년차 올드보이스 <참가자> (2013.12.3)
- 2017년 tvN 수상한가수 한풀이송[오르막길] [거꾸로 강을 거슬러 오르는 저 힘찬 연어들처럼] (2017.09.08)

## KBS2불후의 명곡
- 117회 텅빈거리에서 2013.09.07
- 325회 내사랑내곁에 (ft.유미) 2017.10.17
- 327회 너무 아픈 사랑은 사랑이 아니였음을 2017.10.28
- 329회 이별그후 2017.11.11
- 332회 꽃잎 2017.12.16
- 336회 바람의노래 2018.01.06
- 338회 걱정말아요 그대 2018.01.20 (우승)
- 339회 슬픈그림같은 사랑 2018.01.27
- 341회 I Believe 2018.02,10
- 343회 무시로 2018.02.27
- 346회 천년바위 2018.03.17
- 347회 향수(ft.김소현) 2018. 03.24
- 348회 이별 2018.04.07
- 358회 애가 타 2018.06.23 (우승)
- 362회 우린 너무 쉽게 헤어졌어요 2018.07.21
- 368회 썸머와인 2018.09.08
- 373회 파초 2018.10.13
- 377회 황혼의 엘레지 2018.11.10
- 382회 그날들 2018.12.22 (왕중왕전 우승)
- 395회 도시의 삐에로 2019.03.23
- 397회 화요일에 비가내리면(ft.미교) 2019.04.06
- 403회 넌할수있어 2019.5.18

## 콘서트 Concert
- 1st 단독콘서트 : 2018.12.25 군포문화예술회관 철쭉홀
- 2nd 단독콘서트 : 2019.4.20 ~21 올림픽공원 K-아트홀
- 불후의콘서트 : 2019.5.26 유관순체육관 천안